# رودخانه مس
رودخانه مس (به انگلیسی: Mess (river)) رودخانه‌ای است که در لوکزامبورگ جریان دارد.